# 菊池武吉
菊池武吉（？年—1336年），鐮倉時代未期的武將。第12代家督菊池武時第七子，通稱菊池七郎。第13代家督菊池武重的弟弟、第14代家督菊池武士及第15代家督菊池武光的兄長。

## 生平
元弘三年（1333年），父親菊池武時勤皇，舉兵推翻鐮倉幕府，被少貳貞經、大友貞宗出賣兵敗身死。後醍醐天皇還京後，楠正成上奏，如武時響應敕命而陣亡者，應封賞為第一功臣。後醍醐天皇答允封武時長子武重為從五位下肥後守，其弟武茂為對馬守、武澄為肥前守、武敏為掃部助。
延元元年（1336年）5月29日，湊川之戰進行時，武吉跟從在長兄菊池武重軍中。當時楠木正成拒足利尊氏於須磨浦，武重派遣武吉前往偵察勝敗。當武吉抵達時遭逢正成兵敗即將自殺，見武吉前來便說：「正成力盡就死，吾子幸還報之。」武吉回應他說：「此豈男子生還之時哉！」遂剖腹而死。
明治5年（1872年）5月24日，創建湊川神社以供奉楠木正成為首等殉國的勤皇之士，菊池武吉成為十六位配祀神之一。大正13年（1924年）3月17日、追贈菊池武吉從三位官職。